# Базилика Божией Матери Скорбящей (Стична)
Базилика Божией Матери Скорбящей (словен. Bazilika Žalostne Matere božje v Stični) — римско-католический приход и монастырская церковь в городе Стична (Словения), одна из семи малых базилик Словении. Национальный памятник культуры Словении.

## История
Строительство монастыря в Стичне было начато цистерцианцами в 1132 году. Тогда же началось строительство церкви, которое длилось 20 лет. Она была освящена 8 июля 1156 года патриархом Аквилеи Перегрином. На основе исследований начала XX века мы знаем, что церковь сначала имела деревянную крышу и была разделена на две религиозные части — западную и восточную для братьев мирян. В главном нефе находился крест. В 1475 году турки впервые сожгли и разграбили монастырь и церковь. После реконструкции храм был посвящён Богоматери Скорбящей.
В 1529 году турки вновь вторглись в монастырь. Монахи пережили нападение, но монастырь и церковь снова были разграблены и сожжены. Реконструкция церкви продолжалась почти 100 лет. Работы были завершены в 1622 году, а интерьер был выполнен в стиле барокко. В XVIII веке церковь подверглась очередной реконструкции, автором которой был Фортунат Бергант, добавлены новые боковые алтари и скамейки. В главном алтаре находится пьета, датируемая началом XVII века.
В 1784 году Цистерцианский орден был распущен. Церковь стала приходской, но содержание такого большого здания было слишком тяжёлым бременем для прихожан, и храм начал приходить в упадок. Несмотря на попытки реновации, тщательная реконструкция не проводилась до 1927—1928 годов. В 1898 году цистерцианцы вернулись в монастырь и взяли на себя заботу о приходе и церкви. В 1936 году, на 800-летие аббатства, главный алтарь был восстановлен и папа Пий XI предоставил храму статус базилики. В 1945 году во время Великого поста базилику дважды обстреливали. Витраж, колокольня и главный алтарь были разрушены или повреждены, реконструкция проходила медленно. Лишь в 1953 году были заменены повреждённые окна, а в 1954 году Йоже Плечник спроектировал новый табернакль. В 1977 году во время реконструкции пресвитерий был адаптирован к требованиям Второго Ватиканского собора — его уровень был поднят и сделан новый алтарь.

## Описание
Церковь длиной 64 м и шириной 18 м. Храм имеет три нефа и одну башню над куполом, на пересечении главного нефа с поперечным. Пресвитерий многоугольный, по бокам часовни.